# Fakfak

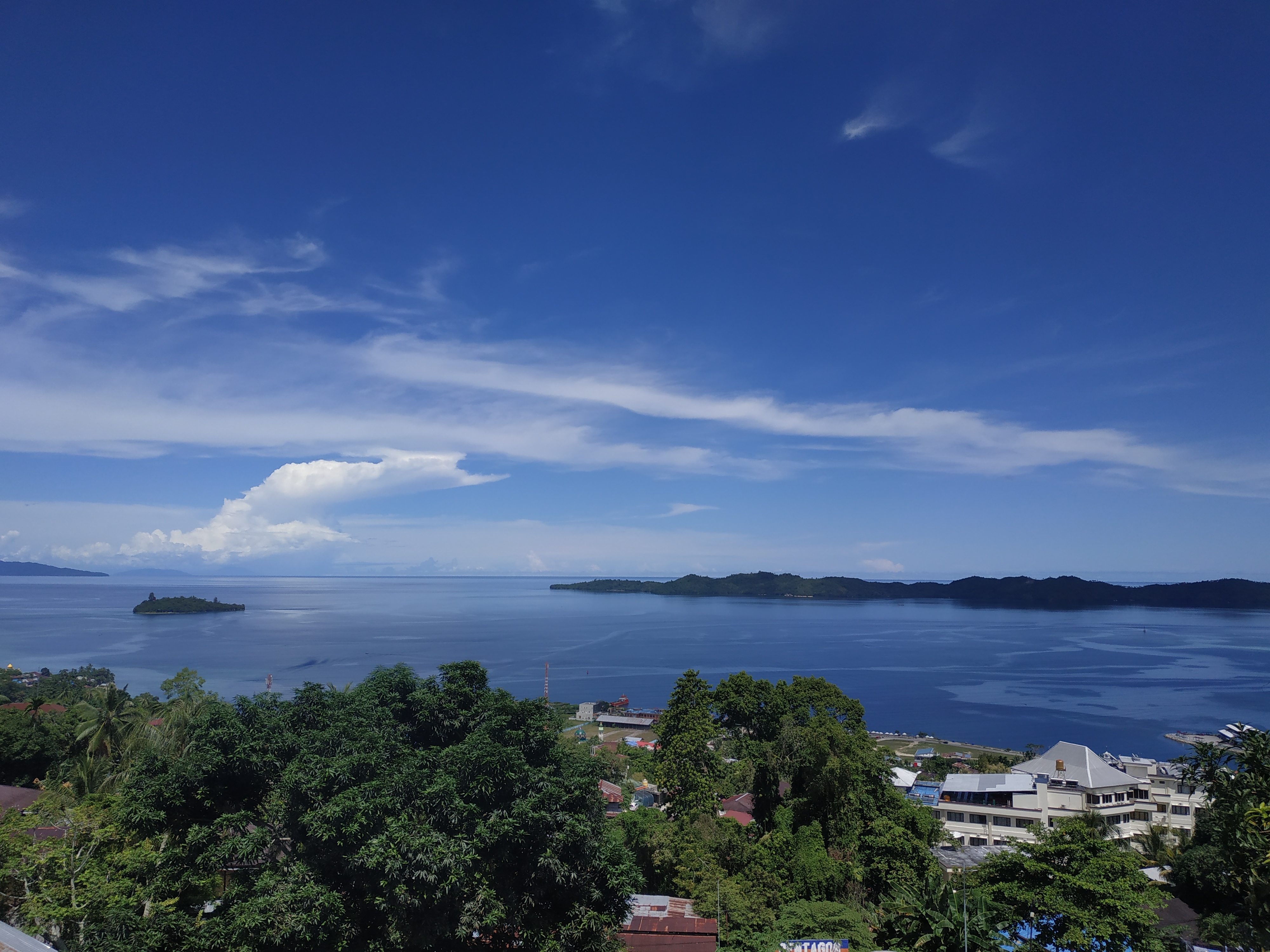
Ville de Fakfak

Fakfak, anc. Fak-Fak [ˈfaʔfaʔ] est une ville d'Indonésie, chef-lieu du kabupaten de Fakfak, en Papouasie occidentale. Sa population était de 12 566 habitants lors du recensement de 2010. Elle est desservie par l'aéroport de Fak-Fak. Il s'agit de la seule ville de Papouasie occidentale avec une communauté indienne et une communauté arabe musulmane.

## Histoire
Fak-Fak était historiquement une importante ville portuaire, liée au sultanat de Ternate avec qui elle entretenait des relations. Le sultanat accorda plus tard le droit au gouvernement colonial néerlandais de s'implanter en Papouasie, incluant la ville de Fak-Fak. Les néerlandais commencèrent la colonisation en 1898. La ville possède encore quelques bâtiments coloniaux construits au moment de cette phase de colonisation.
Le premier détachement japonais atterrit à Fak-Fak le 1er avril 1942, la petite garnison de la KNIL se rendit sans combattre.
Fak-Fak est aujourd'hui une ville isolée, rarement utilisée pour l'import-export.

## Géographie
Fak-Fak est située en Papouasie occidentale, dans la péninsule de Bomberai, près de Tambaruni Bay. Elle est située dans une zone avec de nombreuses collines de calcaire, ainsi que des rivières et des grottes,.

## Démographie
Une petite communauté d'arabes musulmans et d'indiens d'Indonésie résident à Fak-Fak, descendant des marchands qui arrivèrent en Papouasie au XIXe siècle. Ces minorités ont diminué récemment avec la baisse de l'activité portuaire de la ville. C'est la seule ville de Papouasie occidentale avec ce type de communauté.

## Identité culturelle
La ville étant historiquement à la fois sous le contrôle du sultanat de Ternate et située en Nouvelle-Guinée, elle est aujourd'hui divisée entre pro-indonésiens et défenseurs de l'organisation pour une Papouasie libre.

## Tourisme
La ville vit du tourisme grâce à son aéroport et à ses 1,5 km de plage de sable blanc situés à une demi-heure de la ville.

## Personnalités liées
- Simon Tuturop homme politique indonésien y est né dans les années 1950